# Северная Сосьва

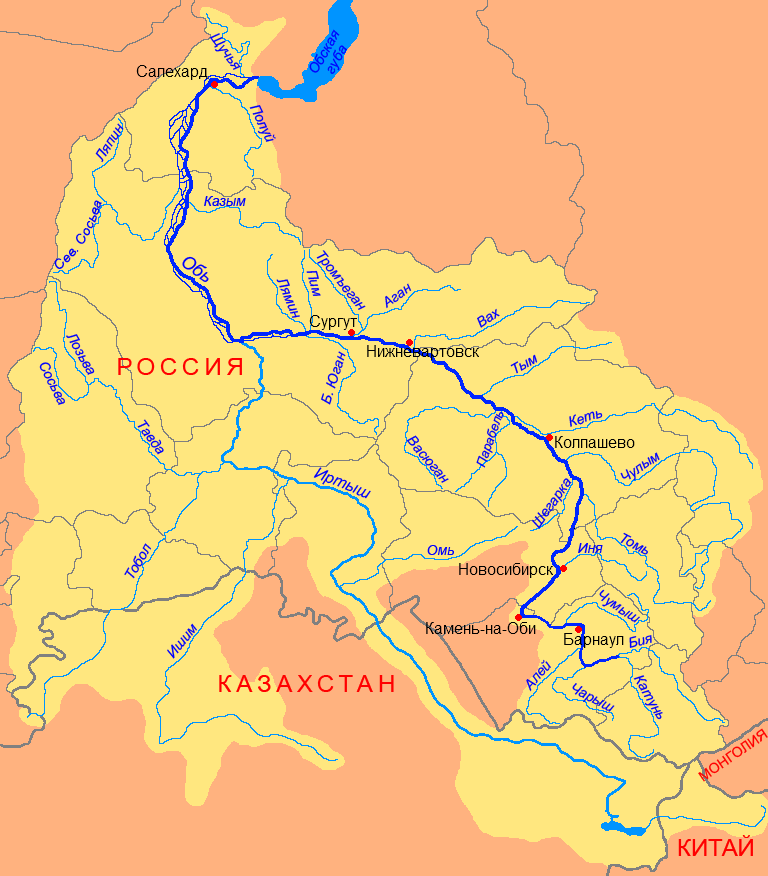
Бассейн Оби

Се́верная Со́сьва (манс. Тагт) — река в Берёзовском районе Ханты-Мансийском автономном округе — Югре Тюменской области России. Берёт исток на Северном Урале и протекает по Западно-Сибирской равнине.
Длина реки — 754 км, площадь водосборного бассейна — 98 300 км². Образуется слиянием рек Большой и Малой Сосьвы. Впадает в Обь слева (рукав Малая Обь) на 287 км от её устья.

## Происхождение названия
До начала XX века название реки писалось в форме Сосва. С добавлением мягкого знака к названию реки добавилось и определение Северная, как противопоставления этой реки Южной Сосьве, которую теперь принято называть просто Сосьвой.
Этимологию связывают с коми-перм. сос «рукав» и коми-перм. ва «вода, река». В свою очередь, в коми язык слово было калькировано из манс. Та̄гт я̄ с тем же значением.

## География и гидрография
Питание смешанное, с преобладанием снегового. Половодье с мая по сентябрь, замерзает в конце октября — начале ноября, вскрывается в конце апреля — мае. Сплавная. Судоходна в нижнем течении.
В низовьях Северной Сосьвы — месторождения газа. Среднегодовой расход воды в 147 км от устья — 786,3 м³/с.
| Средний расход воды (м³/с) реки Северной Сосьвы по месяцам с 1958 по 1999 гг. (замеры производились на гидрологическом посту районе п. Игрим, 147 км от устья) |

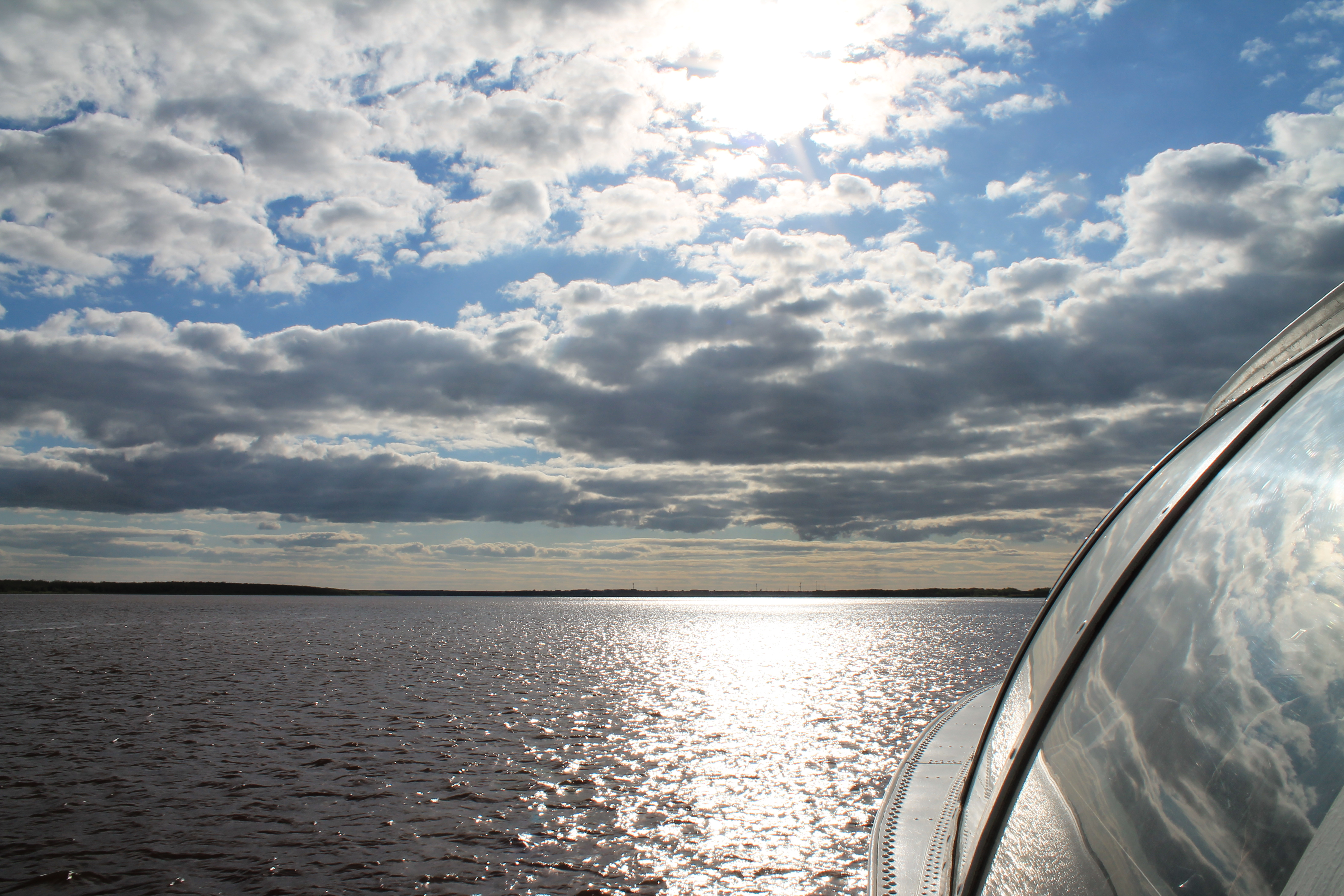
Северная Сосьва

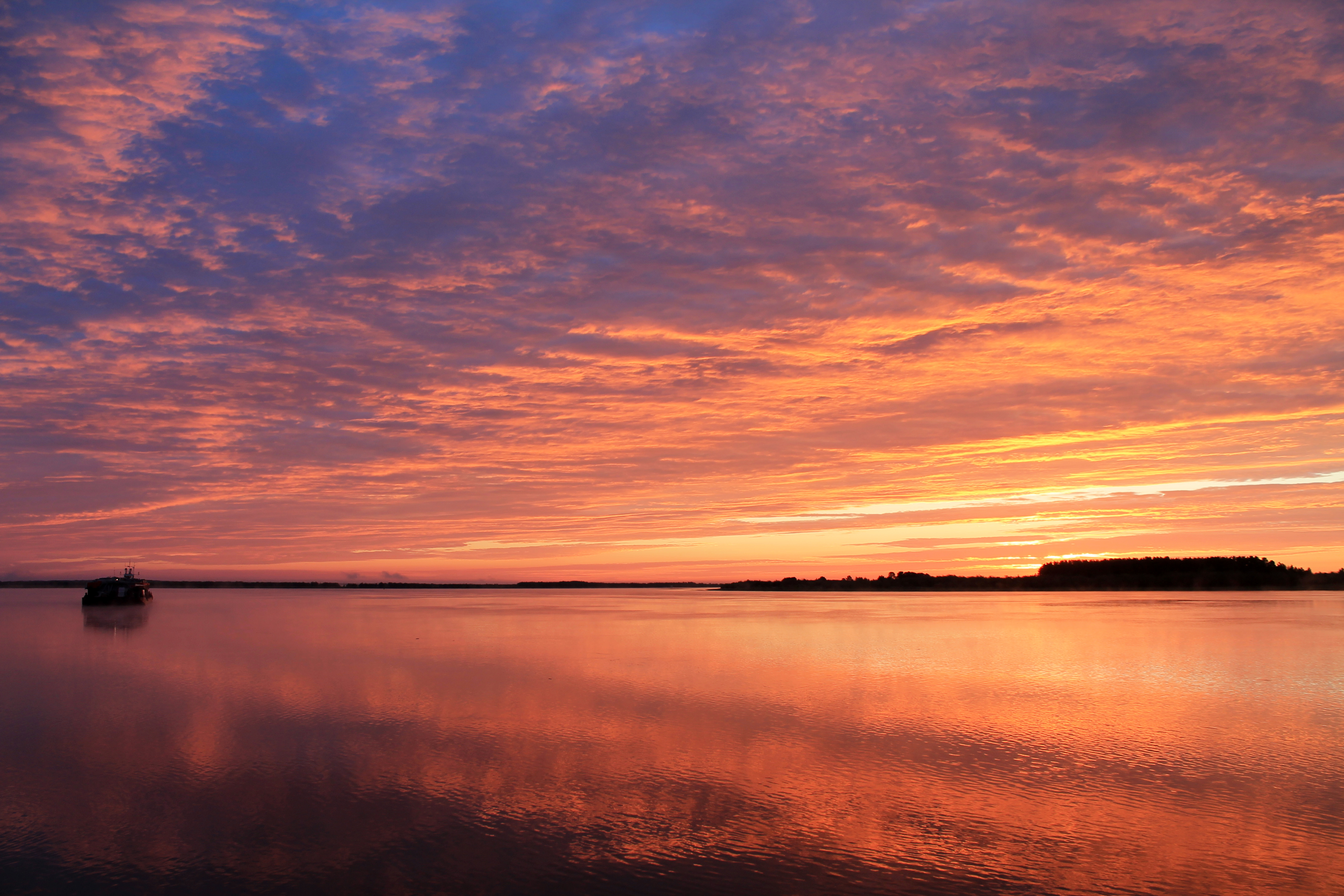
Рассвет на Северной Сосьве

В верхнем течении Северная Сосьва протекает среди отрогов Северного Урала и носит горный характер. На этом участке реки её речная долина узкая, ограничена по правому берегу горами Северной экспедиции. Пойма реки мало развита, слабо заболочена, покрыта смешанным лесом. Речное русло в верхнем течении Северной Сосьвы хорошо выражено, имеет ширину от 20 до 100 м, его глубины не превышают 1 м. Почти на всём протяжении встречаются каменистые речные пороги и перекаты.
В среднем течении Северной Сосьвы речная долина ящикообразная шириной от 10 до 40 км, пойма заболочена, русло извилистое, слаборазветвленное. Ширина русла в среднем течении колеблется от 80 до 500 м, глубина — от 2 до 8 м. Часто встречаются перекаты.
В нижнем течении Северная Сосьва протекает по долине реки Оби среди большого количества проток. Границы долины выражены очень неопределенно, особенно по правому берегу. Расстояние между руслами рек Северной Сосьвы и Малой Оби здесь не превышает 15—20 км. Обе реки соединяются рядом проток. Русло Северной Сосьвы разветвлено на многочисленные рукава и протоки благодаря обилию островов. Ширина его от 500 до 800 м, глубины доходят до 18 м. Скорости течения от 0,2 м/с на плёсах до 2,0 м/с на перекатах.
На реке расположены населённые пункты Няксимволь, Нерохи, Хулимсунт, Сартынья, Кимкьясуй, Сосьва, Игрим, Ванзетур, Шайтанка, Берёзово и Деминская.
На Северной Сосьве обнаружены неолитические поселения Сортынья и Хулюм-Сунт.

## Притоки
(расстояние от устья)

(указаны длины рек > 50 км)
- 3 км — Вогулка (лв) (длина — 256 км)
- 62 км — Шайтанка (лв)
- 71 км — Яныгъя (лв)
- 119 км — Яныгъя (лв)
- Ялбынъя (пр)
- Усынья (пр)
- 137 км — Нялангъя (лв) (длина — 78 км)
- 148 км — Малая Сосьва (пр) (длина — 484 км)
- 163 км — Сысконсынгъя (пр) (длина — 192 км)
- 176 км — Анеевка (лв)
- 190 км — Турпатъя (пр)
- 209 км — Усья (лв)
- 209 км — Менкулъя (пр)
- 224 км — Куртия (пр)
- 229 км — Охаръя (лв)
- 233 км — Ялбынъя (пр) (длина — 101 км)
- 248 км — Тумпоулъя (пр)
- 259 км — Сартынья (лв)
- 265 км — Симринья (лв)
- 280 км — Рахтынья (лв)
- 290 км — Хоханъя (лв)
- 292 км — Кырсим (пр) (длина — 71 км)
- 299 км — Тунтлам (пр)
- 310 км — Палья (лв)
- 318 км — Шомая (лв)
- 325 км — Сониари (лв)
- 332 км — Саликолья (пр)
- 337 км — Ляпин (лв) (длина — 404 км)
- 356 км — Хултурахт (лв)
- 364 км — Каркасья (лв) (длина — 91 км)
- 372 км — Оурья (пр)
- 383 км — Лосха (лв)
- 401 км — Пайя (пр)
- 410 км — Манья (пр)
- 411 км — Яныгъя (пр)
- 430 км — Самыръя (пр)
- 448 км — Волья (лв) (длина — 226 км)
- 463 км — Патасос (лв)
- 475 км — Сёвъя (пр)
- 491 км — Яныменквья (лв)
- 512 км — Натрколынгъя (пр)
- 515 км — Ялбынъя (лв) (длина — 89 км)
- 539 км — Нюрапия (лв)
- 552 км — Висим (пр) (длина — 214 км)
- 559 км — Паульовылъя (лв)
- 591 км — Тапсуй (пр) (длина — 283 км)
- 593 км — Холымъя (пр)
- 609 км — Нёрох (пр)
- 612 км — Хулюмъя (пр)
- 619 км — Мапасия (лв)
- 639 км — Томынгъя (лв)
- 641 км — Кунгалисос (лв)
- 648 км — Холалынгъя (пр)
- 658 км — Няйс (лв) (длина — 170 км)
- 662 км — Лопсия (лв) (длина — 95 км)
- 668 км — Люлия (лв)
- 675 км — Лепля (пр) (длина — 169 км)
- 690 км — Сарма (лв)
- 700 км — Унсахъя (лв)
- 723 км — Манья (лв) (длина — 80 км)
- 737 км — Хурынъя (пр)
- 754 км — Малая Сосьва (пр)
- 754 км — Большая Сосьва (лв) (длина — 69 км)

## Данные водного реестра
По данным государственного водного реестра России относится к Нижнеобскому бассейновому округу, водохозяйственный участок реки — Северная Сосьва, речной подбассейн реки — Северная Сосьва. Речной бассейн реки — (Нижняя) Обь от впадения Иртыша.